# Madison Lintz

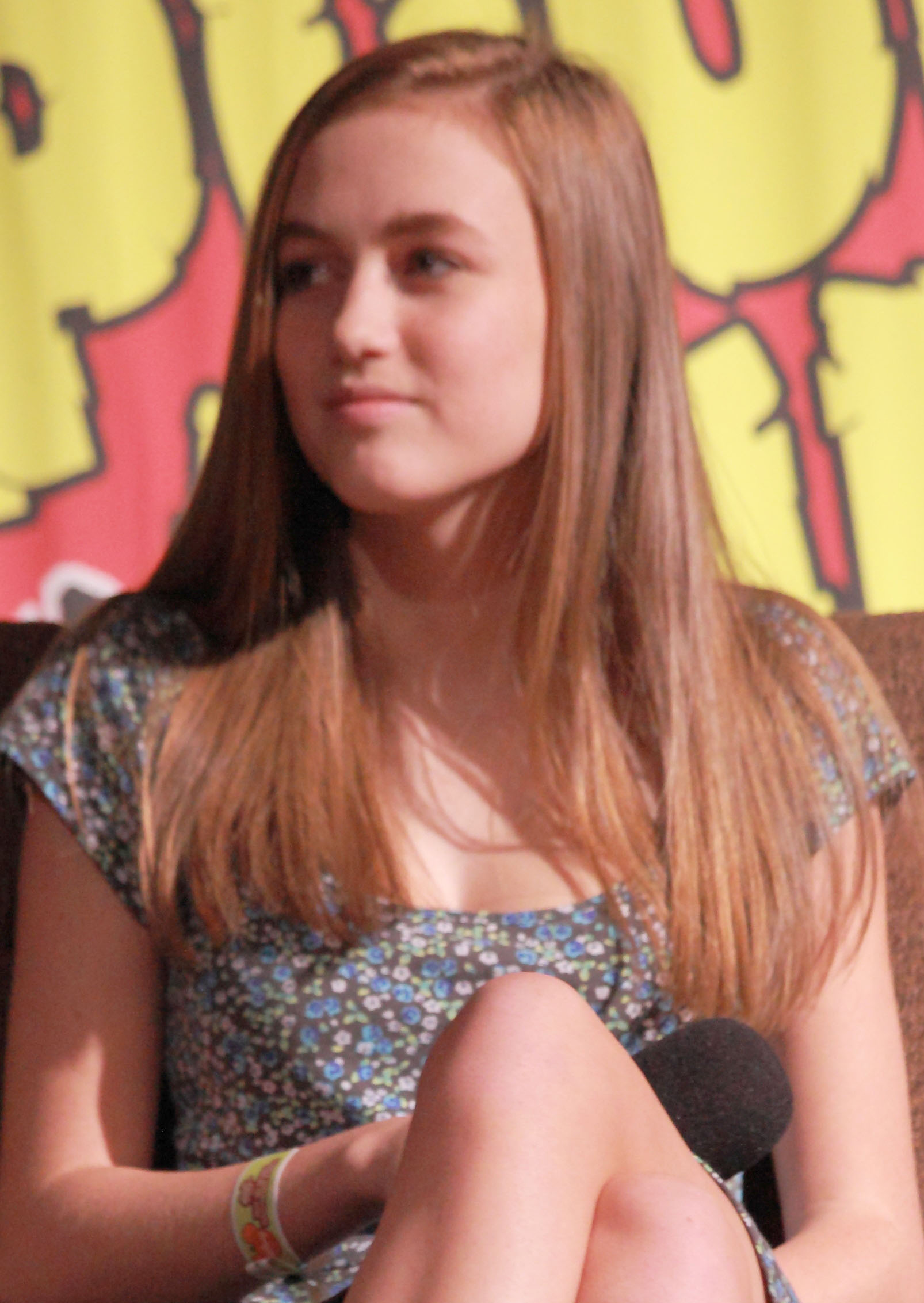

Madison Lintz (Atlanta, 11 maggio 1999) è un'attrice statunitense, conosciuta soprattutto per il ruolo di Sophia Peletier (2010-2012) nella serie televisiva The Walking Dead e di Maddie Bosch nella serie Bosch e Bosch: l'eredità.

## Carriera
Il suo primo ruolo importante è quello di Sophia Peletier nelle prime due stagioni (2010-2012) della serie di AMC The Walking Dead. Nello stesso anno partecipa al film Parental guidance. Inoltre è apparsa come guest star nelle serie televisive Nashville e It's Supernatural. È dal 2014 inoltre che recita alla serie televisiva prodotta da Amazon Prime Video Bosch nel ruolo di Maddie Bosch, figlia del protagonista. Partecipa poi nel film thriller/horror Tell me your name.

## Vita privata
Madison nasce ad Atlanta, Georgia. Anche la madre e i fratelli sono attori: la sorella Mackenzie, conosciuta per i suoi ruoli in Hunger Games (2011), Under the Dome (2013-2015) e in Tuo, Simon (2018); il fratello Matt ha preso parte ad alcune serie come L'alienista e The Walking Dead. In quest'ultima serie ha recitato anche l'altro fratello, Macsen.

## Filmografia

### Cinema
- After, regia di Ryan Smith (2012)
- Parental Guidance, regia di Andy Fickman (2012)
- Tell Me Your Name, regia di Jason DeVan (2018)

### Televisione
- The Walking Dead – serie TV, 8 episodi (2010-2012)
- It's Supernatural – serie TV, episodio 7x08 (2011)
- Nashville – serie TV, episodio 1x08 (2012)
- American Judy – film TV (2012)
- Bosch – serie TV, 64 episodi (2014-2021)
- Bosch: l'eredità (Bosch: Legacy) - serie TV, 30 episodi (2022-2025)

## Doppiatrici italiane
- Margherita De Risi in Bosch (st. 4-7), Bosch: l'eredità
- Martina Cornacchia in Bosch (st. 1)
- Benedetta Manfredi in Bosch (st. 2-3)

## Premi e nomination
| Anno | Premio              | Categoria                                                            | Serie tv         | Risultato   |
| ---- | ------------------- | -------------------------------------------------------------------- | ---------------- | ----------- |
| 2013 | Young Artist Awards | Miglior performance in una serie televisiva – attori giovani         | The Walking Dead | Candidato/a |
| 2016 | Young Artist Awards | Miglior performance in una serie televisiva –Attrice giovane (14–21) | Bosch            | Candidato/a |